# Bessunger Straße 81
Das Haus Bessunger Straße 81 ist ein denkmalgeschütztes Wohnhaus.
Es steht im Stadtteil Bessungen der südhessischen Großstadt Darmstadt.

## Architektur und Geschichte
Das dreigeschossige Mietshaus wurde im Jahre 1900 erbaut.
Stilistisch gehört es zum Historismus.
Die spätgründerzeitliche Fassadengestaltung ist typisch für die Bauzeit.
Der Putzbau besitzt eine kontrastreiche Mischung aus verputzten Wandflächen und einer reichen gotisierenden Sandsteinornamentik mit Jugendstilanklängen.

## Denkmalschutz
Die markante Fassade mit ihrer qualitativ hochwertigen handwerklichen Ausführung bildet einen stadtbildprägenden Akzent.
Aus architektonischen, baukünstlerischen und stadtgeschichtlichen Gründen hat das Wohnhaus den Status eines Baudenkmals nach dem hessischen Denkmalschutzgesetz.